# Hilary Hahn
Hilary Hahn (født 27. november 1979 i Lexington, Virginia) er en amerikansk violinist.
Hun har bl.a. udgivet cd'er med violinmusik af J.S. Bach, Johannes Brahms og Dmitrij Sjostakovitj.
Hilary Hahn begyndte at spille violin en måned før sin fire års fødselsdag.[kilde mangler]

## Udgivelser
- Hilary Hahn Plays Bach (1997)
- Beethoven Violin Concerto/Bernstein Serenade (1999)
- Barber & Meyer Violin Concertos (2000)
- Brahms & Sravinsky Violin Concertos (2001)
- Mendelssohn & Shostakovich Concertos (2002)
- Bach Concertos (2003)
- Tha Village Motion Picture Soundtrack (2004)
- Elgar: Violin Concerto (2005)
- Mozart: Violin Sonatas (2005)
- To Russia My Homeland (2005)
- Paganini: Violin Concerto No. 1/Spohr: Violin Concerto No. 8 – Gesangsszene (2006)
- Witch's Web (2006)
- Fork in the Road (2007)
- Schoenberg: Violin Concerto/Sibelius: Violin Concerto (2008)